# Conflicte del Darfur
El Conflicte del Darfur o Guerra del Darfur és una guerra de guerrilles a la regió sudanesa del Darfur que enfrontà el moviment Justice and Equallity Movement (JEM) i el govern sudanès, acusat per aquests d'oprimir les minories no-àrabs del Sudan en favor de la majoria àrab del país. Degut al gran nombre de víctimes civils al llarg del conflicte, es parla també que hi hagué un genocidi a la regió.
Des de l'esclat del conflicte de Darfur el 2003 entre el govern d'Omar al-Bashir i grups de rebels com l'Exèrcit Popular d'Alliberament del Sudan, el SPLA, i el Moviment per la Justícia i la Igualtat, el PCN fou criticat gairebé universalment per presumptament, tanmateix no oficialment, donar suport a milícies àrabs com els Janjaweed durant una campanya d'assassinat, violació i deportació contra la població local.
El govern sudanès i el JEM van signar l'acord de Tolu d'alto el foc el febrer de 2010, amb un acord provisional per buscar la pau, però les converses van ser interrompudes per les acusacions que l'exèrcit sudanès va llançar incursions i atacs aeris contra un poble, i el JEM, el grup rebel més gran de Darfur, va boicotejar les negociacions. El juliol de 2011 es va signar l'acord de pau de Darfur de 2011 entre el govern del Sudan i el Moviment per a l'Alliberament i la Justícia, que va establir un fons de compensació per a les víctimes del conflicte de Darfur, permetre al president del Sudan designar un vicepresident de Darfur i establir una nova autoritat regional de Darfur per supervisar la regió fins que un referèndum pugui determinar el seu estatus permanent a la República de Sudan. L'acord també preveia el repartiment del poder a nivell nacional doncs els moviments que signaren l'acord tenien dret a designar dos ministres, quatre ministres d'estat a nivell federal i 20 membres del Parlament. Els moviments tindran dret a designar dos governadors estatals a la regió de Darfur.
Es van produir pocs progressos després del setembre del 2012 i la situació va empitjorar lentament i la violència va anar augmentant. La població de sudanesos desplaçats als camps de desplaçats interns també va augmentar.
Per aixafar els aixecaments de tribus no àrabs a les muntanyes de Nuba, al-Bashir va confiar en els Janjaweed, una col·lecció de milícies àrabs extretes de tribus comercialitzadores de camells actives a Darfur i parts del Txad. El 2013, al-Bashir va anunciar que els Janjaweed es reorganitzarien com a Forces de Suport Ràpid (RSF) i es posarien sota el comandament del comandant Janjaweed Mohamed Hamdan Dagalo, més conegut com Hemedti. Les RSF van perpetrar assassinats massius, violacions massives, saqueig, tortures i destrucció de pobles i van ser acusats de netejar ètnicament contra els Fur, Masalit i Zaghawa. Els líders de RSF han estat acusats de genocidi, crims de guerra i crims contra la humanitat per la Cort Penal Internacional (CPI), però Hemedti no va estar personalment implicat en les atrocitats del 2003-2004. El 2017, una nova llei va donar a RSF l'estatus de "força de seguretat independent". Hemedti va rebre diverses mines d'or a Darfur com a patrocini d'al-Bashir, i la seva riquesa personal va créixer substancialment. Bashir va enviar forces de RSF per sufocar un aixecament de 2013 a Darfur del Sud i va desplegar unitats de RSF per lluitar al Iemen i Líbia. Durant aquest temps, RSF va desenvolupar una relació de treball amb el grup militar privat rus Grup Wagner. Aquests avenços van assegurar que les forces de RSF es van convertir en desenes de milers i van arribar a tenir milers de camions armats que patrullaven regularment els carrers de Khartum. El règim de Bashir va permetre que l'RSF i altres grups armats proliferessin per evitar amenaces a la seva seguretat des de les forces armades, una pràctica coneguda com a "resistent al cop d'estat".
El 12 d'abril de 2019, Abdel Fattah al-Burhan va succeir a Ahmed Awad Ibn Auf al capdavant del Consell Militar de Transició creat després de l'enderrocament d'Omar al-Bashir. El 3 d'octubre de 2020 es va signar un acord de pau entre el govern de transició i diversos grups rebels, i estaven previstes eleccions per al 2024.

## Conseqüències
L'octubre de 2021 es van intensificar les tensions entre els representants de la societat civil i els representants de l'exèrcit dins del govern de transició i el dia 25 l'exèrcit va arrestar el primer ministre Abdallah Hamdok i la majoria dels ministres i membres civils del Consell Sobirà del Sudan i el general Burhan va donar un cop d'estat. Una nova guerra va començar amb atacs de la Forces de Suport Ràpid (FSR) a llocs governamentals, ja que es van denunciar atacs aeris, artilleria i trets a tot el Sudan. Durant tot el conflicte, el líder de FSR, Mohamed Hamdan Dagalo Hemedti, i el líder de facto i cap de les Forces Armades Sudaneses, Abdel Fattah al-Burhan